# CONFUSED MEMORIES
《CONFUSED MEMORIES》是日本女性歌手圓谷憂子的第3張單曲。1997年5月28日由EMI MUSIC JAPAN（舊名東芝EMI）發行。

## 概要
《CONFUSED MEMORIES》是音樂家小室哲哉擔任企畫製作的第2張單曲。也是自從1996年上映的電影動畫《金田一少年之事件簿：歌劇院新殺人事件》的片尾主題曲《Mystery of Sound》之後，第2張在《金田一少年之事件簿》動畫系列被採用的單曲。
1997年4月由讀賣電視台開播的同名電視動畫當作片頭主題曲使用。

## 收錄歌曲
1. CONFUSED MEMORIES
  - 作詞：MARC（日语：マーク・パンサー），作曲、編曲：久保Kozy（日语：久保こーじ）
  - 讀賣電視台電視動畫《金田一少年之事件簿》片頭主題曲
2. CONFUSED MEMORIES（K.C. Dance-Floor Mix）
3. CONFUSED MEMORIES（TV Mix）

## 收錄專輯
- 「金田一少年之事件簿 Original Soundtrack FILE:1」（環球唱片，1997年8月27日發行）